# Carl Ludwig Niemann
Carl Ludwig Niemann (* 18. Januar 1830 in Bakum; † 2. Dezember 1895 in Cappeln) war ein deutscher Pfarrer, der sich auch als Historiker und Heimatforscher betätigte.

## Leben
Carl Ludwig Niemann wurde als Sohn von Anton Niemann und dessen Ehefrau Maria Elisabeth geb. Diekmann geboren. Er besuchte ab 1844 das Gymnasium Antonianum Vechta und studierte anschließend ab 1849  Katholische Theologie und Philosophie an der Universität Münster. 1851 wechselte er nach Rom an das Pontificium Collegium Germanicum et Hungaricum de Urbe. Das Studium schloss er 1856 ebenfalls in Rom mit einer Promotion ab. Am 2. Juni 1855 empfing er die Priesterweihe und kam dann 1856 als Kaplan nach Cloppenburg. Dort gründete er 1858 die Höhere Bürgerschule, die er bis 1874 als Rektor leitete. Vom 13. September 1881 bis zu seinem Tode wirkte er als Pfarrer in Cappeln.

## Wissenschaftliche Arbeit
In enger Zusammenarbeit mit dem Oberkammerherrn Friedrich Kurd von Alten bemühte sich Niemann um die Erforschung der Vor- und Frühgeschichte des Oldenburger Landes und trat – wie auch von Alten – dem 1875 gegründeten Oldenburger Landesvereins für Altertumskunde bei. Zu historischen und heimatkundlichen Themen verfasste er zahlreiche Arbeiten für in Vechta und Cloppenburg erscheinende Zeitungen sowie für das Oldenburger Jahrbuch. Als sein Hauptwerk gilt die 1889/91 erschienene Darstellung Das Oldenburger Münsterland in seiner geschichtlichen Entwicklung, die sich vor allem auf die Veröffentlichungen Carl Heinrich Nieberdings stützt. Im Unterschied zu diesem, der das Oldenburger Münsterland noch im Raumzusammenhang mit dem Niederstift Münster sah, vertrat Niemann in seiner bis 1803 reichenden Darstellung die eigene Identität der innerhalb des Großherzogtum Oldenburg bestehenden Region Oldenburgisches Münsterland. Damit und durch seine bewusst für eine breitere Leserschicht geschriebenen Untersuchungen trug er zur Popularisierung der Landesgeschichte und zur Entwicklung einer Regionalidentität maßgeblich bei.

## Ehrung
1890 wurde ihm das mit dem Großherzoglich Oldenburgischen Haus- und Verdienstorden verbundene Ehrenkreuz ohne die Schwerter der 1. Klasse verliehen.

## Schriften
- Geschichte der alten Grafschaft und des nachherigen Münster’schen Amtes Kloppenburg. Mitsdörffer, Münster 1873 (Nachdruck: Schuster, Leer 1976).
- Das Oldenburgische Münsterland in seiner geschichtlichen Entwicklung. Schulzesche Hof-Buchhandlung und Hof-Buchdruckerei, Oldenburg (Nachdruck: Schuster, Leer 1976).
  - Bd. 1: Bis 1520 n. Chr. 1889.
  - Bd. 2: Bis zur Vereinigung mit dem Herzogtume Oldenburg. 1891.